# 萩野友康
萩野 友康（はぎの ともやす、1950年7月15日 - ）は、高知県出身の元社会人野球の野球選手（投手）、野球指導者。

## 来歴・人物
土佐高では、1967年の2年生時に夏の甲子園に出場。準々決勝に進出するが中京高の川口勉に抑えられ敗退。翌1968年]夏は、高知県予選決勝に進出するが、高知高に0-1で延長10回サヨナラ負け、甲子園出場を逸する。
高校卒業後の1969年、慶應義塾大学に進学し野球部に入部。東京六大学野球リーグでは1971年秋季リーグから3季連続優勝。同期の長谷部優との二本柱で活躍する。同71年秋の第2回明治神宮大会では、2回戦（準々決勝）で山本和行投手の亜大に完封され敗退。1972年春の全日本大学選手権では、準決勝で4年藤田康夫と1年田村政雄両投手の中大を完封で下したものの、決勝で関大の4年山口高志に完封され準優勝。同年秋の第3回明治神宮大会でも、初戦2回戦（準々決勝）で優勝した関大の山口高志にノーヒットノーランを喫した。同年の第1回日米大学野球選手権大会日本代表となり、主将をつとめる。大会では2試合に先発、日本の初優勝に貢献した。リーグ通算43試合16勝5敗、防御率1.64、172奪三振。ベストナイン2回。1972年のドラフト会議で同大学のOBである別当薫監督が率いる広島東洋カープに3位指名を受けるが拒否。
大学卒業後は、社会人野球の新日本製鐵八幡に入団。1974年の都市対抗野球で2勝を挙げ決勝に進出。大昭和製紙北海道の柳俊之（電電北海道から補強）、千藤和久（北海道拓殖銀行から補強）両投手と投げ合い、延長10回の熱戦で敗退。準優勝にとどまるが久慈賞を受賞、11月の社会人野球選抜キューバ遠征にも参加した。同年の社会人ベストナインに選出される。これを含め都市対抗には5回出場。また国際大会では、1975年にカナダで開催された第2回インターコンチネンタルカップ代表となり、日本の準優勝に貢献。1976年の第24回アマチュア野球世界選手権日本代表となり、銅メダルを獲得。
選手として5年間プレーした後は、社業に戻った。1992年から新日本製鐵八幡の監督に就任し、野球に復帰する。その後チームを都市対抗に2度導く。その後は、日本野球連盟競技力向上専門委員会委員として広く選手の育成に努め、1998年には上原浩治、二岡智宏らの出場した第33回世界選手権とハーレム大会で投手コーチをつとめている。